# José Antonio Álvarez Sánchez

Bischofswappen von José Antonio Álvarez Sánchez

José Antonio Álvarez Sánchez (* 3. August 1975 in Madrid) ist ein spanischer römisch-katholischer Geistlicher und Weihbischof in Madrid.

## Leben
José Antonio Álvarez Sánchez studierte Philosophie und Theologie an der Universidad Eclesiástica San Dámaso und empfing am 18. Juni 2000 das Sakrament der Priesterweihe für das Erzbistum Madrid.
Nach der Priesterweihe war er in der Pfarrseelsorge, als Hochschulseelsorger am Polytechnikum und als Erzieher am Knabenseminar tätig. Von 2005 bis 2014 war er persönlicher Sekretär des Weihbischofs und von 2008 bis 2015 Ausbilder am Priesterseminar des Erzbistums. Von 2009 bis 2012 gehörte er zudem dem Priesterrat an. Von 2015 bis 2018 war er Spiritual des Priesterseminars und stellvertretender Nationalrat der Vereinigung Manos Unidas. Ab 2018 war er Regens des Priesterseminars.
Papst Franziskus ernannte ihn am 23. April 2024 zum Titularbischof von Vergi und zum Weihbischof in Madrid. Der Erzbischof von Madrid, José Kardinal Cobo Cano, spendete ihm und dem mit ihm ernannten Weihbischof Vicente Martín Muñoz am 6. Juli desselben Jahres in der Almudena-Kathedrale in Madrid die Bischofsweihe. Mitkonsekratoren waren der Erzbischof von Mérida-Badajoz, José Rodríguez Carballo OFM, und der Madrider Weihbischof Jesús Vidal Chamorro.